# Eberhard Stüber
Eberhard Stüber (* 15. September 1927 in Schwaighof) ist ein österreichischer Biologe.

## Leben
Eberhard Stüber studierte in Innsbruck Naturgeschichte und Geografie und begann bereits 1946 seine Mitarbeit am Haus der Natur Salzburg. 1952 gründete Stüber die Österreichische Naturschutzjugend (ÖNJ). Stüber unterrichtete an der Lehrerbildungsanstalt Salzburg. Von 1969 bis 1979 war Stüber Lehrbeauftragter für Zoologie an der Universität Salzburg, seit 1972 Präsident des Naturschutzbundes Österreich, seit 1974 Leiter des von ihm gegründeten Institutes für Ökologie, seit 1976 Direktor des Hauses der Natur und seit 1987 Landesumweltanwalt. In dieser Funktion organisierte er mehrere Salzburger Proteste gegen die bayerische Wiederaufarbeitungsanlage Wackersdorf (WAA). Der bayerische Ministerpräsident Franz Josef Strauß warf Stüber daraufhin vor, seine Stellungnahmen seien „pseudowissenschaftliche Scharlatanerie“. Stüber leitete über Jahrzehnte das Studentenheim Salzburger Lehrerhaus, er gründete die Lehrerhaus-Kapelle. Stüber war maßgeblich an der Entstehung des Nationalparkes Hohe Tauern beteiligt.

## Auszeichnungen
- Goldenes Verdienstzeichen der Salzburger Berg und Naturwacht
- Ehrenring der Salzburger Naturschutzjugend
- Eduard Paul Tratz Preis 1971 nunmehr umgewandelt in Haus der Natur-Preis wegen der politischen Vergangenheit des Namensgebers zwischen 1938 und 1945
- 1969 Goldenes Verdienstzeichen der Republik Österreich
- 1977 Ring der Stadt Salzburg 1977
- 1978 Silbernes Verdienstzeichen des Landes Salzburg
- 1978 Ehrenring der Stadt Salzburg
- 1986 Konrad-Lorenz-Preis
- 1987 Silbernes Ehrenzeichen des Landes Salzburg
- 1988 Berufstitel Hofrat
- 1991 Österreichischer Museumspreis (als Auszeichnung für das Haus der Natur)
- 1992 Ehrenbecher von Landeshauptmann Dr. Katschthaler
- 1996 persönlich gewidmeter Ehrenbecher (überreicht von LHStv. Dr. Gasteiger)
- 1997 Großes Ehrenzeichen für Verdienste um die Republik Österreich
- 1997 Ehrendoktorwürde der Universität Salzburg
- 2002 Goldenes Ehrenzeichen des Landes Salzburg
- 2007 Benennung des Asteroiden (58499) Stüber
- 2009 Ehrentitel „Konsulent der Salzburger Landesregierung in Angelegenheiten des Natur- und Umweltschutzes“[2]
- 2011 Tiroler Adler-Orden in Gold